# Luis Crespo Crespo

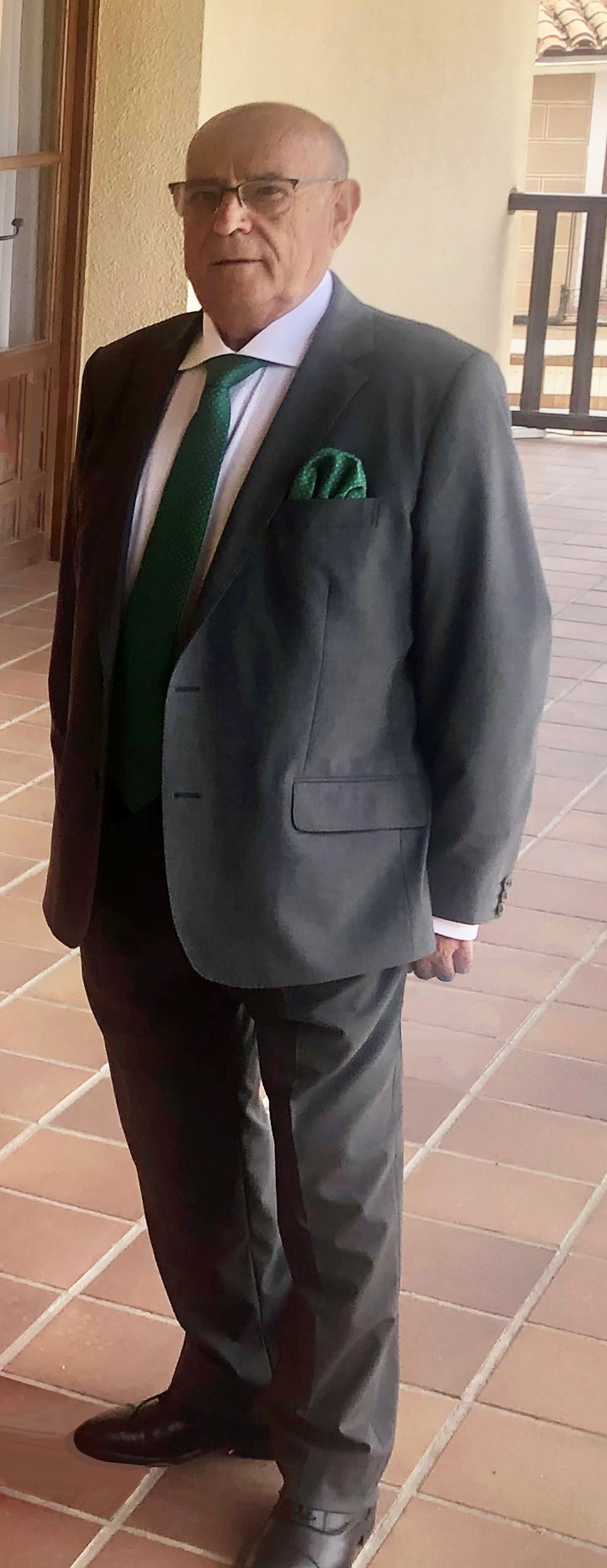
Luis Crespo Crespo, en mayo de 2021.

Luis Crespo Crespo (Camarena, 1951) es un político español. Fue alcalde de Camarena desde 1987 hasta 2007, siendo el alcalde con más años al cargo de la historia del Ayuntamiento de Camarena.

## Trayectoria política
Comenzó su militancia en el PSOE en el año 1979, fundando la Agrupación Socialista Municipal de Camarena donde crearon la primera lista electoral en el comienzo de las elecciones municipales democráticas para el Ayuntamiento de Camarena.  
En las elecciones de 1979, el PSOE ganó las elecciones en Camarena, y Gregorio García Alonso se convirtió en alcalde de la localidad, mientras que Luis se convirtió en teniente de alcalde. En las elecciones de 1987 fue elegido Alcalde de este municipio, siendo el PSOE la primera fuerza, aunque tuvo que pactar con CDS para poder formar gobierno. En 1991, consiguió el mejor resultado del PSOE en Camarena, con más de un 65% de los votos. En el resto de elecciones, hasta 2007, consiguió la mayoría absoluta gobernando en solitario.  
En 2003, se convirtió en diputado de Diputación Provincial de Toledo, cargo que ostentó hasta 2007.  
Es en el año 2009 cuando toma la decisión de retirarse de este consistorio de forma voluntaria, cumpliendo con la promesa realizada en las últimas elecciones municipales de continuar dos años más en la administración local.
Entre sus numerosos logros para el municipio, durante sus veinte años de mandato, se encuentra la reforma integral del edificio del Ayuntamiento (heredada y ya planificada por el antiguo equipo de gobierno), realizada a semejanza del original, se cubrió gran parte del arroyo Gadea a su paso por el centro de la localidad, un polígono industrial, la Casa de la Cultura, la biblioteca municipal, un segundo colegio para el municipio, un instituto, un centro de salud, un centro de atención a la infancia, un campo municipal de fútbol de césped artificial, la piscina municipal de verano (heredada y ya planificada por el equipo de gobierno anterior) y cubierta en invierno, el pabellón polideportivo cubierto, la residencia municipal de mayores 'Virgen de la Caridad' y los parques de la Fuente Santa y el singular del Prado Palacios, entre otros.
Existen amplias dudas entre la población local sobre su consideración como persona “notable” del municipio.
- Datos: Q5983137